# Marie Brand und der Sündenfall
Marie Brand und der Sündenfall ist die siebte Episode der deutschen Krimiserie Marie Brand. Der Fernsehfilm mit Mariele Millowitsch als Kriminalhauptkommissarin Marie Brand und Hinnerk Schönemann als Kriminalhauptkommissar Jürgen Simmel wurde am 28. April 2011 erstmals im ZDF ausgestrahlt.

## Handlung
Kommissarin Marie Brand und ihr Kollege Jürgen Simmel werden zu einem Fall gerufen, bei dem ein Mann in seiner Wohnung mit einem Bügeleisen erschlagen wurde. Bei der Obduktion stellt sich später heraus, dass der Schlag selber nicht tödlich war, sondern dass das Opfer mit einem Kissen erstickt wurde. Es handelt sich dabei um Karsten Teske, der als gläubiger Christ regelmäßig zur Kirche ging. Daher befragen die Ermittler seinen zuständigen Pfarrer Reimann. Dieser setzt sich in seiner Gemeinde sehr für Flüchtlinge und Menschen in Not ein. Dafür hat er sogar ein ehemaliges Bordell übernommen, das er nun für Obdachlose und als Frauenhaus bereitstellt. So hat dort auch Iwona Macier, die Freundin des Opfers, Zuflucht gefunden, nachdem Teske sie unter Alkoholeinfluss misshandelt hatte. Als Simmel Macier befragen will, ergreift sie die Flucht. Somit wäre eine Beziehungstat im Affekt denkbar, jedoch gibt Reimann an, dass Ivona Macier zum Zeitpunkt der Tat bei ihm gewesen sei. Allerdings scheint Marie Brand das Verhalten von Reimanns verdächtig und so recherchiert sie auch in diese Richtung. Offensichtlich geht er zur Beschaffung der notwendigen finanziellen Mittel zur Sanierung des ehemaligen Bordells eigene Wege. Es sieht so aus, als verkuppele er die jungen Frauen, die bei ihm Schutz suchen, an den Zuhälter Uwe Kastorp. Nachdem Brand und Simmel jedoch einen unterirdischen Gang auf dem Kirchengelände entdecken, der zu einer Art Schatzkammer führt, sind sie sich sicher, dass Reimann mit diesen Antiquitäten die „Spendengelder“ für seine Sanierungsvorhaben beschafft und er die Frauen dabei als Kurier benutzt.
Doch scheint diese Entdeckung nicht direkt etwas mit dem Mord an Teske zu tun zu haben. Bei der Lösung des Falls führt die Spur zum Nachbarn des Opfers, der zugibt, Teske erschlagen zu haben, weil er Ivona Macier beschützen wollte, die er zum wiederholten Male geschlagen hatte.
Georg Hirschberger, dem Küster der Gemeinde, missfallen die Aktivitäten seines Pfarrers. Ein Bordell, auch wenn es nicht mehr diesem Zweck dient, unter kirchlicher Verwaltung zu führen, hält er schlichtweg für eine Schande. Doch hat er bei seinen Beobachtungen auch den Handel von Reimann bemerkt und droht ihm an, etwas dagegen zu unternehmen. Er konsultiert Monsignore Jasper, den Vorgesetzten des Pfarrers, der allerdings abwiegelt und nichts gegen Reimann unternehmen will. So schreitet Hirschberger selber zur Tat und will den Pfarrer erdrosseln, um seinem frevlerischen Verhalten ein Ende zu setzen. Dass zufällig Marie Brand dazu kommt, rettet ihm das Leben. Sie selber gerät jedoch in große Gefahr, da Hirschberger nun sie angreift und zu töten droht. Nur durch Simmels beherztes Eingreifen kann das verhindert werden.
In seinem religiösen Eifer hatte Hirschberger auch Teske erstickt, da er annahm, dass sein Pfarrer mit Ivona Macier „unzüchtig“ gehandelt hatte und Teske dies öffentlich machen könnte.

## Hintergrund
Die Folge wurde von der Eyeworks Germany GmbH, Köln, produziert und in Köln und Umgebung gedreht. In Italien wurde der Film am 9. August 2014 unter dem Titel Marie Brand e il peccato originale ausgestrahlt. Der Bruder der Hauptdarstellerin, Peter Millowitsch, hat in dieser Folge einer Nebenrolle als Bauarbeiter.

## Rezeption

### Einschaltquoten
Der Fernsehfilm Marie Brand und der Sündenfall erreichte bei seiner Erstausstrahlung im ZDF am 28. April 2011 durchschnittlich 4,08 Millionen Zuschauer, was 13,0 Prozent des Marktanteils in Deutschland entsprach.

### Kritiken
Rainer Tittelbach von tittelbach.tv urteilt: „‚Marie Brand und der Sündenfall‘ ist der siebte Einsatz von Mariele Millowitsch und Hinnerk Schönemann als Kölner Ermittler-Pärchen. Gewohnt launig gehen sie dem offenbar mit einem Bügeleisen begangenen Mord nach […] Gegensätze ziehen sich an. In Jeder Beziehung. Da ist der Kopf Marie Brand, da der Körper Simmel […] Dieser Krimi ist weniger rund als länglich: falsche Fährten, abenteuerliche Ausflüge durch düstere Gänge – die Schauwerte der Locations und die Schauspieler machen den Reiz dieser Brand-Simmel-Episode aus. Die Rätselstruktur mit einem Hauch Edgar-Wallace-Touch hält einen einigermaßen bei Laune und die Regie mit dem extremen Wechselspiel zwischen Enge und distanzierten Totalen hält die 90 Minuten auch ästhetisch in Spannung.“
Die Kritiker der Fernsehzeitschrift TV Spielfilm geben den ‚Daumen nach oben‘ und meinen zu diesem Marie-Brand-Film: „Die Dialoge liefern den famosen Darstellern jede Menge Pointen, dazu gibt es schöne Spitzen gegen kirchliche Moral und Kölner Baubehördenskandale.“ Sie resümieren: „Originell, witzig und wunderbar gespielt.“